# پروستاتان
پروستاتان (به انگلیسی: PROSTATAN)
رده درمانی: درمان ناراحتیهای پروستات
اشکال دارویی: قطره و قرص

## موارد مصرف
پروستاتان برای درمان التهاب حاد و مزمن پروستات (هایپرپلازی خوش‌خیم پروستات)، سوزش و تکرار ادرار مصرف می‌شود.

## اجزاء فراورده
قطره پروستاتان از عصاره هیدروالکلی گیاهان زیر تشکیل شده است:
ریشه گزنه                     ۲۰٪                 Urtica dioica
اندام هوایی گزنه             ۱۰٪                Urtica dioica
تخم کدوی بدون پوست     ۲۰٪                Cucurbita pepo
گل بابونه                       ۲۰٪                Matricaria chamomilla
میوه خارخاسک               ۲۰٪               Tribulus terrestris
میوه انیسون                 ۱۰٪

## مکانیسم اثر
در این دارو سیتوسترول (نوعی استروئید) با مهار آنزیم ۵- آلفاـ ردوکتاز باعث کاهش دی هیدروتستوسترون (DHT) و کاهش رشد غده پروستات می‌شود. ایزولکتین موجود در گزنه با اتصال به گیرنده‌های تستوسترون در پروستات و مهار رقابتی آن باعث مهار هیپرپلازی پروستات می‌شود. هم‌چنین اجزاء آن اثر ضدالتهاب و کاهنده تون عضلات صاف دارد.

## مواد موثره
استروییدها (سیتوسترول)، اسکوپولتین، فنیل پروپان، ایزولکتین، پلی‌ساکاریدها و فلانوییدها، روغنهای فرار و اسیدهای چرب (اسید لینولئیک)

## عوارض جانبی
احتمال بروز اختلالات گوارشی و آلرژی وجود دارد.